# Dopinghärvan inom europeisk trav- och galoppsport
Dopinghärvan inom europeisk trav- och galoppsport uppmärksammades i mars 2022 då 23 personer med anknytning till sporterna greps av polis i Italien, Frankrike och Spanien. Antalet gripna utökades senare till 27 personer. En liknande insats hade gjorts i början av mars 2020, då FBI gjort tillslag mot flera toppnamn inom den nordamerikanska trav- och galoppsporten.
Tillslaget applåderades bland annat av Anders Lindqvist, som länge haft sin bas i Frankrike.

## Bakgrund
Den 22 mars 2022 slog polis till mot 23 personer med anknytning till sporterna i Italien, Frankrike och Spanien. 21 personer greps i Frankrike, 1 person i Italien och 1 person i Spanien. Både veterinärer och tränare greps. Bland de gripna fanns framgångsrika tränarna Yannick Alain Briand, Junior Guelpa och David Cottin.
Även förbjudna substanser beslagtogs under tillslaget.